# 丁未政潮
丁未政潮，或稱作丁未黨爭，是發生在清朝末年，1907年（歲次丁未）的一次政爭。其始終期間一說為4月至8月一說為1月至5月。主要為岑春煊、瞿鴻禨一派與袁世凱、奕劻一派的爭鬥，其結果為岑、瞿二人失敗而被罷職。

## 經過
1907年，原擔任四川總督的岑春煊，入京面朝慈禧太后，希望留京，為太后同意任為郵傳部尚書，他未上任，即先彈劾屬於奕劻、袁世凱一派的侍郎朱寶奎，進一步直接向太后攻擊奕劻，御史趙啟霖也彈劾奕劻及其子載振的貪污行為，瞿鴻禨學生汪康年亦刊行京報攻擊奕劻，後載振自行辭職，奕劻亦為太后指責，其但仍未能使之去職。
五月時，慈禧太后與瞿鴻禨談到奕劻，表示不滿，有使之退出軍機處的想法，瞿將此事透露其夫人，後又轉到泰晤士報北京記者馬利遜，後竟在泰晤士報刊出消息，太后得知責怪瞿，而被奕劻、袁世凯以重金买通的惲毓鼎彈劾瞿鴻禨「暗通報館，授意言官，陰結外援」，因而其軍機大臣官被罷，岑春煊憤而辭職，又因蔡乃煌通过端方献上假照片诬指岑在上海暗通流亡在外的康有为、梁启超等人，适中慈禧太后大忌，因而太后在对着假照片流泪许久后，才准其辭職。

## 影響
丁未政潮中兩派人士均為推行清末新政和立憲運動中的重要人物，政潮之後，袁世凱雖然仍全力推行改革，但推行改革的力量消耗，而與民間立憲派人士親近的岑的去職，使他們對清政府產生不信任感，對立憲運動產生不利影響。而且不久，袁世凯由直隶总督转任外务部尚书、军机大臣，张之洞亦从湖广总督转任军机大臣，实为慈禧对地方重要汉人督抚大臣的明升暗降。1908年11月光绪、慈禧相继辞世后，袁世凱免職，张之洞不久去世，朝中缺乏有力的漢人大臣，加上醇亲王载沣欲集权于满族权贵，亦使满汉矛盾暗生，使清朝國勢無法維持。

## 引用資料
1. ↑  李剛《大清帝國最後十年：清末新政始末》（北京：當代中國出版社，2008），頁150。
2. ↑  古偉瀛《清廷的立憲運動(1905-1911): 處理變局的最後抉擇》（台北：知音出版社，1989年），頁60頁。
3. ↑  .   [2024-09-01]. （原始内容存档于2024-09-01）.《清史研究》2022年第5期
4. ↑  古偉瀛《清廷的立憲運動(1905-1911): 處理變局的最後抉擇》，頁60-64。
5. ↑  李剛《大清帝國最後十年：清末新政始末》，頁156-157。
6. ↑  古偉瀛《清廷的立憲運動(1905-1911): 處理變局的最後抉擇》，頁63頁。